# Terry Maratos
Terry Maratos är en grekisk-amerikansk skådespelare. Han är född i Grekland men växte upp i Kalifornien i USA.

## Roller (i urval)
- 2002 – To Forever (kortfilm)
- 2004 – Mia Thalassa Makria